# Одной таинственной ночью
«Одной таинственной ночью» (англ. One Mysterious Night) — детективная комедия режиссёра Бадда Беттикера, которая вышла на экраны в 1944 году.
Это седьмой из четырнадцати фильмов киноцикла Columbia Pictures о Бостонском Блэки, бывшем взломщике сейфов, ставшем честным человеком и частным детективом. В этом фильме полиция в лице инспектора Фаррадея (Ричард Лейн) обращается к Бостонскому Блэки (Честер Моррис) с просьбой помочь найти ценный бриллиант «Голубая звезда Нила», который был похищен с благотворительного аукциона, проводимого в шикарном отеле в поддержку армии. Блэки получает от Фаррадея полицейский значок и вместе со своим постоянным помощником Коротышкой (Джордж Э. Стоун), а также при участии пронырливой журналистки (Дженис Картер) начинает поиски. Его подозрение надает на помощника управляющего отелем Джорджа Дейли (Марк Робертс), а также на его заботливую сестру Эйлин (Дороти Мэлоун), которая работает телефонисткой в том же отеле. В конце концов, с помощью грима, переодеваний и других уловок Блэки и Коротышка находят и разоблачают воров.
Фильм знаменателен режиссёрским дебютом Бадда Беттикера, который в титрах указан под своим реальным именем Оскар Беттикер — младший (англ. Oscar Boetticher, Jr.).
Современные критики в целом высоко оценили фильм, отметив быструю и энергичную постановку Беттикера, которая во многом скрывает сюжетные провалы в сценарии, создавая весёлый и увлекательный фильм, а также привлекательную игру Дженис Картер и традиционно крепкую игру Морриса.

## Сюжет
В Нью-Йорке в шикарной гостинице «Карлтон Плаза» под бдительной охраной полиции проходит благотворительный аукцион в поддержку армии, на котором выставлены драгоценности, среди которых выделяется бриллиант «Голубая звезда Нила» стоимостью 500 тысяч долларов. Во время предаукционного показа изделий в «Зале орхидей», где присутствуют двое преступников Пол Мартинс (Уильям Райт) и Мэтт Хили (Роберт Уильямс), а также помощник управляющего отелем Джордж Дейли (Марк Робертс), срабатывает сигнализация, и бриллиант «Голубая звезда Нила» неожиданно пропадает. Полиция немедленно запирает входные двери и обыскивает всех, кто в этот момент находился в зале. В этот же день газеты сообщают о краже бриллианта. Комиссар полиции Говард (Эдвард Кин) требует от инспектора Фаррадея (Ричард Лейн) быстро найти бриллиант и вернуть его на место. Фаррадей приглашает на брифинг репортёров, первой среди которых входит Дороти Андерсон (Дженис Картер) из «Нью-Йорк Баллетин». Чтобы показать, что полиция не сидит без дела, Фаррадей заявляет журналистам, что единственный, кто мог совершить такое дерзкое ограбление — это Бостонский Блэки.
Тем временем Бостонский Блэки (Честер Моррис) вместе со своим другом и помощником Коротышкой (Джордж Э. Стоун) работают в компании «Инструменты и машины». Владелец компании и друг Блэки, миллионер Артур Мэнледер (Харрисон Грин) очень доволен теми инициативами, которые Блэки вносит в развитие бизнеса. Когда Блэки и Мэнледер решают очередную производственную задачу, неожиданно появляется Коротышка с газетой, в которой говорится, что полиция обвиняет Блэки в краже бриллианта. Чтобы разобраться в ситуации, Блэки немедленно направляется к Фаррадею. В кабинете у инспектора тот даёт понять, что у него не было другого способа заманить Блэки в свой кабинет, кроме как обвинив его через газеты в ограблении. На самом деле, Фаррадей уверен в том, что Блэки не причастен к этому преступлению. Более того, он назначает Блэки своим временным заместителем и вручает ему полицейский значок, поручая ему применить свои нестандартные методы, чтобы быстро расследовать это дело и найти бриллиант.
Замаскировавшись под немолодого профессора Хантера из Университета Гувера, Блэки приезжает в гостиницу «Карлтон Плаза», где его вскоре замечает Дороти. У администратора выставки Блэкт выясняет, что от гостиницы за мероприятие отвечает Дейли, которого сейчас нет на месте. Купив билет, Блэки проходит в выставочный зал, незаметно осматривая выставочное оборудование. Вскоре под одним из столов он обнаруживает затвердевший комочек жвачки. Блэки звонит Дейли, и его сестра Эйлин (Дороти Мелоун), которая работает в гостинице телефонным оператором, сообщает, что брата сейчас нет, его можно подождать в его офисе на втором этаже.
Зайдя в кабинет Дейли, Блэки осматривает его стол, обнаруживая там упаковку жвачки «Уилсон», а затем находит под сиденьем кресла ещё один прикреплённый комок жвачки, в этот момент входит Эйлин. Когда Блэки объясняет, что пришёл договориться о проведении в гостинице ежегодного университетского банкета, удовлетворённая Эйлин уходит, после чего Блэки сравнивает два комочка жвачки, устанавливая, что они идентичны. Когда Блэки выходит из кабинета, Дороти незаметно следует за ним. В гостиничном киоске Блэки узнаёт, что Дейли выкупил всю жвачку фирмы «Уилсон». В этот момент Дороти, окончательно удостоверившись, что под видом профессора скрывается Блэки, сдаёт его полицейским, а сама направляется опубликовать сенсационную новость о его аресте. В кабинете Фаррадея репортёры фотографируют Блэки, после чего он снимает с себя наручники и просит инспектора через три часа сообщить репортёрам, что он сбежал.
Переодевшись в телефонных мастеров, Блэки вместе с Коротышкой снова приходят в гостиницу, где Блэки выясняет у коллеги Эйлин её домашний адрес. Дома Эйлин с беспокойством говорит с Джорджем, который, как она полагает, попал в беду. Джордж просит оставить его в покое, а сам тем временем в комоде её спальной комнаты прячет бриллиант в её сумочку. В этот момент в квартиру заходит Блэки, который уверен в том, что грабители не могли провернуть такое дело, если бы им не помогал кто-то из сотрудников гостиницы. Он намекает на участие в этом деле Джорджа, однако тот всё отрицает. После ухода Блэки Эйлин бежит вслед за ним, и вскоре Джордж замечает, что она взяла ту самую сумочку, в которой он спрятал бриллиант. Джордж собирается догнать Эйлин, натыкаясь в дверях на Мартинса и Хили, которые требуют отдать им бриллиант, на что Джордж говорит, что он в сумочке у сестры. Бандиты несколько раз бьют Джорджа и дают ему время до 9 часов вечера, чтобы отдать камень.
Тем временем в китайском ресторане Блэки обедает с Эйлин, обещая помочь её брату. Он показывает ей два найденные им комка жвачки. По словам Блэки, этой жвачкой украденный бриллиант был прикреплён снизу демонстрационного стола в «Зале орхидей». Через некоторое время после того, как в зале всех обыскали, Джордж вернулся туда снова и забрал бриллиант, который затем перепрятал в своём кабинете. Блэки обещает, что постарается добиться для Джорджа условного срока наказания, если Эйлин ему поможет. Когда к ресторану подъезжает Дороти, Коротышка сообщает об этом Блэки, который немедленно выходит через служебный вход. Дороти замечает Эйлин и, пройдя вслед за ней в дамскую комнату, незаметно меняется с ней сумочками, находя у Эйлин карточку с её домашним адресом. Вернувшись домой, Эйлин понимает, что у неё чужая сумочка, что приводит Джорджа в отчаяние. Вскоре на пороге квартиры появляется Дороти, якобы чтобы вернуть сумочку. Джордж выхватывает у неё сумочку Эйлин и просит уйти. Забрав у брата сумочку, Эйлин находит в ней бриллиант, говоря, что за это он рискует надолго попасть в тюрьму, после чего просит поступить так, как она скажет.
Блэки подъезжает к дому Джорджа, забирая у него бриллиант, который показывает в машине Коротышке, не зная, что их разговор по полицейскому радио слушают Фаррадей и сержант Мэтьюз (Лайл Лателл), а Дороти следит за ними из-за угла. Вернувшись к Джорджу, Блэки убеждает его выйти из этого дела, в этот момент появляются вооружённые Мартинс и Хили, которые решают, что Блэки решил перекупить бриллиант у Джорджа. Когда они находят в кармане Блэки свёрток с бриллиантом, тот бросается на них в драку. Мартинс стреляет в Джорджа, после чего драка прекращается. Бандиты забирают бриллиант, садятся в машину и уезжают, забрав Блэки с собой. Дороти срочно вызывает полицию, и на полицейской волне бандиты слышат, что убийцы Джорджа объявлены в розыск. Полагая, что полиция ищет Блэки и Коротышку, бандиты решают держать их у себя как пленников, чтобы полиция продолжала заниматься их поисками. После того, как комиссар обвиняет Фаррадея в том, что тот дал Блэки слишком много полномочий, что в итоге привело к убийству, инспектор в присутствии репортёров объявляет Блэки в розыск.
Тем временем Мартинс, который уже понял, что Блэки и Коротышка работают на полицию, заводит их в комнату, где Блэки утверждает, что в руки к бандитам попал не настоящий камень, а страз. Он говорит, что настоящие драгоценности, предназначенные для аукциона, были спрятаны в гостиничном хранилище, в то время, как публике перед аукционном показывали высококачественные подделки. Блэки говорит, что стал сотрудничать с полицией, чтобы заполучить этот поддельный камень, чтобы затем подменить его в хранилище на подлинный. Он предлагает бандитам совместно реализовать его план. Не веря Блэки на слово, Мартинс решает съездить к знакомому антиквару Джамбо Мэдигану (Джозеф Крехан), который мог бы оценить камень. Бандиты связывают Блэки и Коротышку, и, подвесив их вверх ногами в шкафу для складной кровати, уезжают. Высвободившись, Блэки и Коротышка начинают преследование преступников.
Блэки звонит в полицейский участок, сообщая сержанту Мэтьюзу, чтобы Фаррадей срочно встретился с ним у Джамбо Мэдигана, куда прибудет парочка бандитов, однако Мэтьюз, решив, что его разыгрывают репортёры, просто смеётся. Полчаса спустя Фаррадей, который руководит безуспешными розысками в районе убийства Джорджа, звонит в Мэтьюзу, который как шутку репортёров пересказывает звонок Блэки полчаса назад. Фаррадей немедленно выезжает в магазин к Мэдигану, куда уже прибыли Мартинс и Хили. Рассмотрев бриллиант, Джамбо уверенно заявляет, что это «Голубая звезда Нила». В этот момент раздаётся звонок во входную дверь, и Джамбо выходит в прихожую. Открыв дверь, он видит Блэки, который, выдавая себя за посыльного из ресторана, жестом приглашает Джамбо поговорить за дверью. Оставшись вдвоём, Блэки сообщает Джамбо, что вызывал полицию, которая скоро приедет. Блэки просит сказать бандитам, что камни фальшивые, и задержать их как можно дольше. Вернувшись в магазин, Джамбо заявляет, что это подделка, но очень дорогая, производство которой обошлось в 2-3 тысячи долларов.
В этот момент они слышат звук полицейских сирен, и Мартенс решает, что Джамбо сдал их полиции. На улице Фаррадея встречает Блэки, прося немедленно отключить сирены, чтобы не спугнуть бандитов, однако вместо этого Фаррадей задерживает самого Блэки. Появляется Дороти, которая заявляет, что если инспектор не осмотрит дом, то это сделает она, после чего Фаррадей даёт команду окружить дом и обыскать его. Когда бандиты начинают запугивать Джамбо, требуя вывести их через другой вход, тот вступает с ними в драку, в ходе которой кто-то из преступников стреляет в него из пистолета. Сразу после этого в магазине появляется Фаррадей со своей командой, поручая отправить раненого Джамбо в больницу. После того, как обыск магазина не даёт результатов, инспектор со своими людьми уезжает, поручая двум копам дождаться скорой помощи. Полицейские решают укрыть раненого Джамбо, снимая с манекена пиджак и не замечая того, что рядом, выдавая себя за манекен, стоит Мартинс. Затем полицейские усаживаются прямо перед бандитами, выдающими себя за манекенов, чтобы поиграть в карты.
Пока Мэтьюз везёт Фаррадея, Дороти, Блэки и Коротышку в участок, Блэки разбивает лампочку, имитируя звук пробитого колеса, после чего воспользовавшись заминкой, приковывает Фарадея наручниками к Дороти и вместе с Коротышкой сбегает. Проскочив в гостиницу для женщин, Блэки и Коротышка выходят на соседней улице, садятся в такси и уезжают. Тем временем в магазине, проследив, как врачи скорой помощи вынесли тело Джамбо, полицейские уходят, после этого разочарованные Мартинс и Хили возвращаются в свою квартиру, где видят по-прежнему привязанных к кровати Блэки и Коротышку. Блэки повторяет бандитам своё предложение — он заберёт эту подделку и в течение 24 часов принесёт им вместо неё подлинный бриллиант. Бандиты соглашаются, оставляя Коротышку в качестве заложника. Взяв у бандитов камень, Блэки доставляет его Фаррадею, после чего они отправляются спасть Коротышку. Впустив в квартиру Блэки и Фаррадея, Хили отбирает у них оружие. Блэки предупреждает, что дом окружён полицией, Мартинс не верит ему, полагая, что они пришли одни, чтобы показать себя героями. Бандиты сажают Коротышку, Блэки и Фаррадея на стулья и связывают им руки за спиной. Когда бандиты уже собираются бежать, они видят через окно, что улица забита полицейскими. Мартинс поджигает шторы, устраивая пожар, с намерением сбежать от полиции, поднявшись на крышу, а затем спустившись по пожарной лестнице. Полицейские замечают в квартире пожар и врываются внутрь. Освободившись, Блэки с Фаррадеем и Коротышкой бросаются за бандитами. Когда те спускаются по лестнице на землю, то понимают, что попали в полицейскую засаду. Полиция арестовывает и уводит Мартинса и Хили. После этого Фаррадей забирает значок у Блэки, благодаря его за работу, а Дороти фотографирует их в момент рукопожатия. Блэки говорит Коротышке, что с радостью занялся бы теперь преследованием Дороти и торопится вслед за ней.

## В ролях
- Честер Моррис — Бостонский Блэки
- Дженис Картер — Дороти Андерсон
- Ричард Лейн — инспектор Фаррадэй
- Джордж Э. Стоун — Коротышка
- Уильям Райт — Пол Мартенс
- Роберт Уильямс — Мэтт Хили
- Марк Робертс — Джордж Дэйли
- Дороти Мэлоун — Эллен Дэйли (в титрах не указана)
- Джозеф Крехан — Джамбо Мэдиган (в титрах не указан)
- Харрисон Грин — Артур Мэнледер (в титрах не указан)

## Создатели фильма и исполнители главных ролей
Современные критики отмечают, что это первая работа Бадда Беттикера, где он указан в титрах как режиссёр. Как пишет историк кино Фрэнк Миллер, «самым громким новым именем в фильме стал режиссер Бадд Беттикер, официально дебютировавший здесь как режиссёр под своим настоящим именем Оскар». Как отмечает Миллер, Беттикер изучал корриду в Мексике, после чего пришёл в кино, где стал обучать актёра Тайрона Пауэра приёмам тореадора во время съёмок фильма «Кровь и песок» (1941). Для этого фильма он также помогал ставить танец пасодобль с участием Риты Хейворт и Энтони Куинна. Это дало ему новые заказы и растущее признание как специалиста по постановке массовых сцен. Режиссёр Джордж Стивенс, который ставил фильм «Чем больше, тем веселее» (1943), попросил Беттикера стать его ассистентом, и таким образом он оказался на студии Columbia Pictures. Во время этих съёмок у Беттикера произошла стычка с печально известным своим тяжёлым характером руководителем студии Гарри Коном. Когда молодой Беттеикер отказался терпеть издевательства Кона, тот был настолько этим впечатлён, что заключил с ним контракт, сказав: «Парень, я думаю, что я тот (сукин сын), которому придётся что-то из тебя сделать». Как далее пишет критик, Беттикер осваивал азы кинопроизводства на студии Columbia, работая режиссёром второго плана и занимаясь продюсированием. Затем он заменил Лью Ландерса, снимавшего сцены в триллере времен Второй мировой войны «Пленник подводной лодки» (1944). Кон был «настолько впечатлен его работой», что поручил ему постановку фильма «Одной таинственной ночью», после чего Беттикер «навсегда переместился в режиссёрское кресло». По словам Миллера, хотя именно этот фильм открыл перед Беттикером путь к самостоятельной режиссёрской работе, венцом которой стала «нашумевшая серия вестернов с Рэндольфом Скоттом 1950—1960-х годов», сам Беттикер «никогда не вспоминал о своей первой официальной режиссерской работе с какой-либо особенной ностальгией».
Что касается Честера Морриса, то он, по словам Миллера, был «одной из первых звезд эры звукового кино». В 1930 году на третьей ежегодной церемонии вручения премии «Оскар» он был номинирован на эту награду в категории «Лучшая мужская роль» за фильм «Алиби» (1929). Он также снялся вместе с Уоллесом Бири в тюремном фильме студии Metro-Goldwyn-Mayer «Казённый дом» (1930). На протяжении 1930-х годов Моррис сыграл в таких успешных фильмах, как комедия «Женщина с рыжими волосами» (1932), вестерн «Три крёстных отца» (1936), криминальная драма «Я обещаю заплатить» (1937) и приключенческая драма «Пятеро вернувшихся назад» (1939). Однако, как отмечает Миллер, к концу 1930-х годов Моррис «перешел в малобюджетные фильмы», и потому получение «гарантированной главной роли в сериале о Бостонском Блэки от Columbia стало для него очень желанным событием».
За свою кинокарьеру, охватившую период с 1941 по 1952 год, Дженис Картер сыграла в 34 фильмах, среди которых фильмы нуар «Метка Свистуна» (1944), «Ночной редактор» (1946), «Подставленный» (1947), «Я люблю трудности» (1948), романтическая комедия «Мисс Грант захватывает Ричмонд» (1949), комедия «Выдающаяся женщина» (1950) и военная мелодрама «Ночной полёт» (1951). Недолго поработав на телевидении, в 1955 году в возрасте 42 лет она окончательно ушла из шоу-бизнеса.

## История создания фильма
Как пишет историк кино Фрэнк Миллер, впервые Бостонский Блэки появился на экране в серии немых фильмов, которые выходили, начиная с 1918 года. В 1941 году студия Columbia Pictures заново взялась за этого героя, превратив Блэки в остроумного авантюриста в фильме «Знакомьтесь: Бостонский Блэки» (1941). Партнёрами Честера Морриса, исполнившего во всех 14 фильмах заглавную роль, стали Ричард Лейн, игравший роль инспектора полиции Фаррадея, а также Джордж Э. Стоун, который сыграл роль помощника Блэки по прозвищу Коротышка, во всех фильмах, начиная со второго — «Признания Бостонского Блэки». По мнению Миллера, фильмы о Бостонском Блэки от Columbia были «отмечены скоростью, энергичной игрой главных героев и часто невероятными сюжетами, возможно, созданными на основе теории, что, если события будут развиваться достаточно быстро, зрители не будут подвергать сомнению такие абсурдные сцены, в которых пара сбежавших мошенников, ускользает от полиции, притворившись портновскими манекенами».
Как подчёркивает Миллер, фильм о Бостонском Блэки «также были известны тем, что демонстрировали молодые таланты, которые часто в дальнейшем добивались заметных успехов на Columbia или других студиях». Среди будущих имен, появившихся в сериале, были режиссёр Эдвард Дмитрык и актеры Ларри Паркс, Ллойд Бриджес, Форрест Такер, Стив Кокран, Нина Фох и Патриша Барри. В частности, в этом фильме Дороти Мэлоун (указанная в титрах как Мэлони) сыграла одну из своих первых ролей более чем за десять лет до того, как получила премию «Оскар» за фильм «Слова, написанное на ветру» (1956) или снялась в первой прайм-таймовой мыльной опере «Пейтон-Плейс» (1964—1968).
Это седьмой из четырнадцати фильмов киносериала Columbia о Бостонском Блэки, которые были выпущены в период с 1941 по 1949 год.
Фильм основан на романе американского детективного автора Джека Бойла «Мэри Бостонского Блэки» 1919 года, а сценарий написан Полом Янницем.
Рабочим названием фильма было «Свидание Бостонского Блэки со смертью» (англ.  Boston Blackie's Appointment with Death), которое студия изменила перед выпуском на экран на «Одной таинственной ночью». Как полагает историк кино Хэл Эриксон, «туманно-зловещее название этого фильма», видимо, направлено на то, чтобы скрыть, что это очередной детектив о Бостонском Блэки. Помимо этой картины, Columbia дала ещё двум фильмам — «Шанс на всю жизнь» (1943) и «Призрачный вор» (1946) — названия, по которым нельзя определить, что это фильмы о Блэки. Таким образом, студия, вероятно, «пыталась завлечь в кинотеатры зрителей, которые не были фанатами Бостонского Блэки».
Фильм находился в производстве с 31 мая до 13 июня 1944 года и вышел на экраны 19 сентября 1944 года.

## Оценка фильма критикой
Современные критики в основном позитивно оценивают картину. Так, Фрэнк Миллер пишет, что «благодаря звезде Честеру Моррису, который здесь, как обычно, сильно и остроумно исполнил свою самую известную роль», а также благодаря «удачному режиссёрскому дебюту Беттикера фильм остается одним из самых интересных в сериале». Историк кино Дерек Уиннерт называет картину «быстро развивающимся криминально-детективным триллером первоклассного киносериала Columbia Pictures», отметив, что его «режиссёром выступил культовый постановщик вестернов Бадд Беттикер».
Историк кино Деннис Шварц характеризует картину как «весёлую, лёгкую и незатейливую криминальную комедию категории В», которая «энергично поставлена Беттикером». По мнению критика, «фильм в точности следует шаблону фильмов о Блэки и даёт зрителю некритичное эскапистское развлечение, в котором некогда особенно думать, поскольку темп повествования очень быстрый, что затуманивает абсурдность истории». При этом, по мнению критика, «сценарий написан небрежно», в результате чего «в сюжетной линии возникают проблемы с достоверностью, такие же высокие, как Эмпайр-стейт-билдинг». Критик особенно выделяет «самый глупый и забавный эпизод фильма», в котором два похитителя бриллиантов стоят в ломбарде, маскируясь под манекены, в то время, как хозяин ломбарда с тяжёлым ранением лежит на полу, а двое полицейских, которым приказано оставаться с жертвой до приезда скорой помощи, рядом с телом непринуждённо играют карты. Как пишет Шварц, «даже только ради этой сцены фильм стоит посмотреть». Среди актёров Шварц особенно выделяет игру Дженис Картер в роли «остроглазой сексуальной репортёрши», которая «участвует в расследовании, таинственно появляясь всякий раз, когда Блэки меньше всего хотелось находиться в присутствии пронырливого репортёра».
Историк кино Стив Льюис невысоко оценил фильм, написав, что «может быть он и не плох», но «точно не хорош». По мнению критика, «этот недалёкий комедийный криминальный фильм хорош двумя вещами». Во-первых, это «стройная и сногсшибательная Дженис Картер», которая играет «вездесущую блондинку-репортёра», а, во-вторых, «это безостановочное действие, которое не оставляет абсолютно никакого времени на размышления о том, как или почему что-то происходит, и сразу переходит к следующей сцене». В качестве примера юмора в фильме Льюис приводит сцену, где два главных преступника стоят, как манекены в ломбарде, владелец которого тяжело ранен выстрелом и лежит на полу, в то время как двое полицейских, от которых они прячутся, играют перед ними в карты, ожидая приезда скорой помощи. Как пишет Льюис, «ну, я полагаю, вы могли бы назвать это забавным. И знаете что? Прямо сейчас я сижу здесь и ухмыляюсь над этой сценой, как девятилетний ребенок!».